# Achhalda
Achhalda is een nagar panchayat (plaats) in het district Auraiya van de Indiase staat Uttar Pradesh. 

## Demografie
Volgens de Indiase volkstelling van 2001 wonen er 8.361 mensen in Achhalda, waarvan 53% mannelijk en 47% vrouwelijk is. De plaats heeft een alfabetiseringsgraad van 70%. 